# Partamona testacea
Partamona testacea là một loài Hymenoptera trong họ Apidae. Loài này được Klug mô tả khoa học năm 1807.